# Resolução 318 do Conselho de Segurança das Nações Unidas
A Resolução 318 do Conselho de Segurança das Nações Unidas, adotada em 28 de julho de 1972, após reafirmar resoluções anteriores sobre o tema, o Conselho aprovou as recomendações do comitê estabelecido na resolução 253. O Conselho então condenou todos os atos que violam as disposições das resoluções anteriores, exortou todos os Estados que continuam a ter relações econômicas e outras com a Rodésia do Sul a pararem imediatamente e exigiu que todos os Estados membros cumprissem escrupulosamente suas obrigações nos termos das resoluções anteriores . A Resolução então solicitou que o Secretário-Geral fornecesse toda a assistência apropriada ao comitê estabelecido na resolução 253.
A resolução foi aprovada com 14 votos a nenhum, com uma abstenção dos Estados Unidos.